# Stazione di Londra Necropolis
La stazione ferroviaria di London Necropolis era il capolinea a Waterloo, Londra, della London Necropolis Railway. Fu aperta nel 1854 in risposta al grave sovraffollamento dei cimiteri cittadini: l'obiettivo era quello di utilizzare la tecnologia ferroviaria di recente sviluppo per spostare il maggior numero possibile di sepolture dalla città al cimitero di Brookwood, di recente costruzione e situato a Brookwood, nel Surrey, quindi facilmente raggiungibile da Londra, ma sufficientemente distante da non rappresentare un rischio per l'igiene pubblica. La stazione ebbe due sedi: la prima fu operativa dal 1854 al 1902, la seconda dal 1902 al 1941.
Sebbene avesse una propria diramazione verso il cimitero di Brookwood, la maggior parte del percorso della London Necropolis Railway correva sull'esistente London and South Western Railway (LSWR). Di conseguenza, venne scelto un sito a Waterloo, vicino al capolinea londinese della LSWR, inaugurato di recente, presso la stazione di Waterloo Bridge (ora Londra Waterloo). L'edificio fu progettato appositamente per essere utilizzato dai partecipanti ai funerali. Disponeva di numerose sale d'attesa private, che potevano essere utilizzate anche per celebrare funzioni, e di un ascensore idraulico per sollevare le bare fino al livello della piattaforma. Per lo stoccaggio delle salme venivano utilizzati gli archi ferroviari già esistenti.
Nel 1899 la posizione del capolinea ostacolava l'ampliamento della stazione di Waterloo. Dopo lunghe trattative, la LSWR raggiunse un accordo con la London Necropolis Company, proprietaria del cimitero e della ferrovia: in cambio del sito esistente, la LSWR avrebbe riattrezzato la London Necropolis Railway e le avrebbe fornito una nuova stazione su Westminster Bridge Road. Il nuovo edificio fu progettato per distinguersi dagli altri edifici di pompe funebri, risultando il più attraente possibile. Nel 1902 la ferrovia si trasferì nel nuovo edificio e la stazione precedente fu demolita.
Il 16 aprile 1941, durante la seconda guerra mondiale, la stazione fu gravemente danneggiata da un raid aereo: gran parte dell'edificio fu distrutto e i binari che portavano alla stazione resi inutilizzabili. Sebbene alcuni treni funebri continuassero a partire dalla vicina stazione di Waterloo, il capolinea di Londra non fu mai più utilizzato. Dopo la fine della guerra, la London Necropolis Company decise che riaprire la London Necropolis Railway non era finanziariamente conveniente e l'edificio ancora esistente adiacente alla ferrovia, al numero 121 di Westminster Bridge Road, fu venduto. Questo residuo rimane intatto e relativamente inalterato.

## Contesto
Nella prima metà del XIX secolo la popolazione di Londra più che raddoppiò, passando da poco meno di un milione di persone nel 1801 a quasi due milioni e mezzo nel 1851. I morti della città erano stati sino allora sepolti nelle chiese locali e nei loro dintorni. Con una quantità limitata di spazio per le sepolture, le tombe più antiche venivano regolarmente riesumate per liberare spazio per nuove sepolture. Nonostante la rapida crescita della popolazione, la quantità di terra destinata all'uso come cimitero era rimasta invariata a circa 300 acri (1.2 km 2), distribuiti su circa 200 piccoli siti. Anche le tombe relativamente fresche dovevano essere riesumate per liberare spazio per nuove sepolture, e il loro contenuto veniva dissotterrato e dispero. I cadaveri in decomposizione contaminavano l'approvvigionamento idrico e la città soffriva regolarmente di epidemie di colera, vaiolo, morbillo e tifo. Una commissione reale istituita nel 1842 per indagare sul problema, concluse che i cimiteri di Londra erano diventati così sovraffollati che era impossibile scavare una nuova tomba senza incontrarne una già esistente. Nel 1848-49 un'epidemia di colera uccise 14.601 persone a Londra e travolse completamente il sistema delle sepolture.
In seguito alle preoccupazioni dell'opinione pubblica in seguito alle epidemie di colera e alle conclusioni di una commissione reale, fu approvata nel 1851 la modifica alle leggi concernenti la sepoltura dei morti nella metropoli (la "Burials Act", 15 e 16 Vict. c. 85). Ai sensi del Burials Act, le nuove sepolture furono proibite in quelle che allora erano le aree edificate di Londra.

### London Necropolis Company

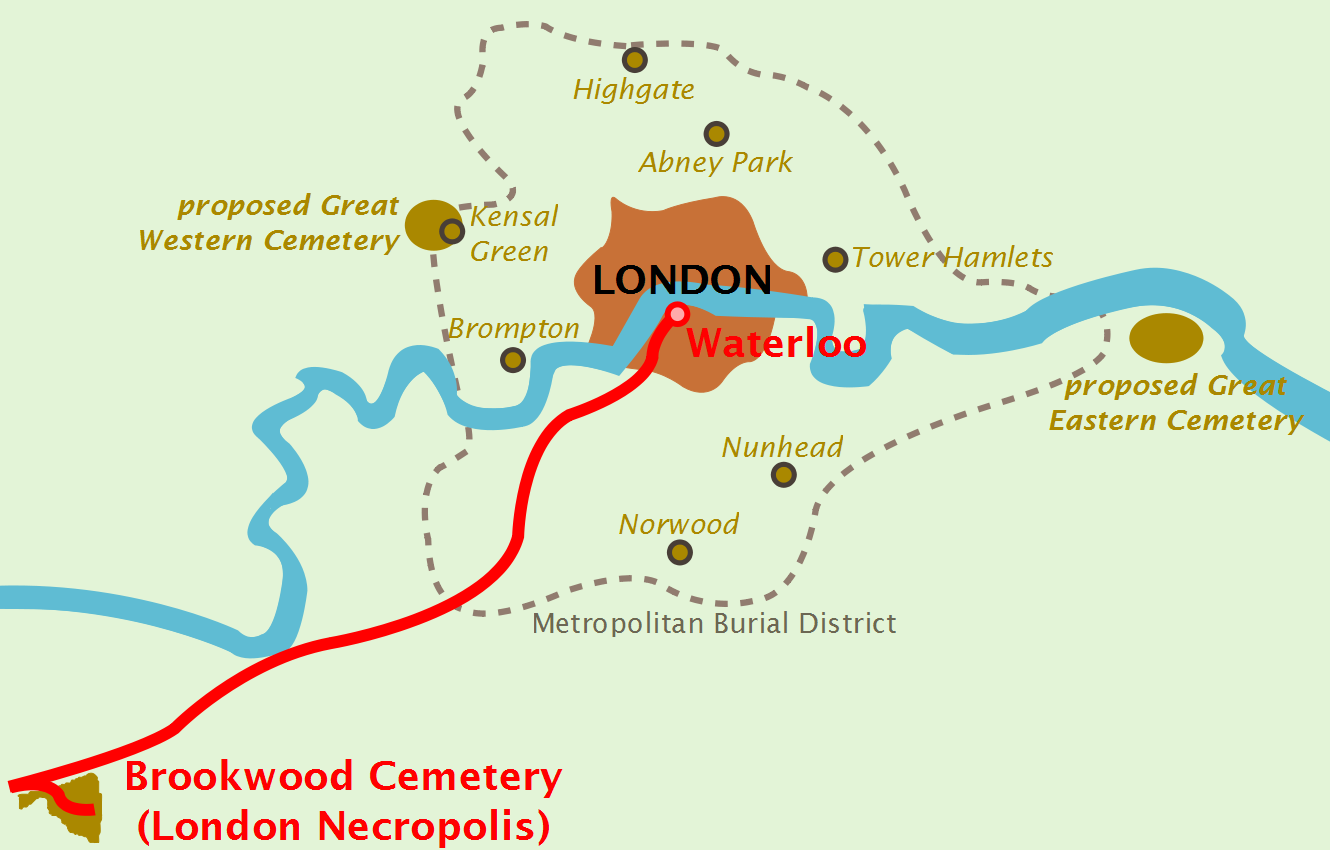
Soluzioni proposte alla crisi delle sepolture, 1852. Un anello di nuovi cimiteri era stato aperto fuori dall'area edificata di Londra, ma era solo una soluzione temporanea. Edwin Chadwick progettò due grandi nuovi cimiteri appena fuori i confini del Metropolitan Burial District, mentre i promotori del progetto Necropolis progettarono un unico grande cimitero abbastanza lontano dalla città da non essere mai interessato dalla crescita urbana, da raggiungere tramite ferrovia.

Sir Richard Broun e Richard Sprye proposero di utilizzare la tecnologia ferroviaria allora emergente per risolvere il problema dei morti di Londra. Broun e Sprye immaginarono di acquistare un unico appezzamento di terra molto grande, a circa 23 miglia (37 km) da Londra, a Brookwood vicino a Woking, Surrey, da chiamare cimitero di Brookwood o London Necropolis. A tale distanza, il sito sarebbe stato ben oltre la dimensione massima prevista per la crescita della città, riducendo notevolmente qualsiasi potenziale pericolo. La London and South Western Railway (LSWR) – che aveva collegato Londra a Woking nel 1838 – avrebbe consentito di trasportare i corpi e i dolenti da Londra al sito di sepoltura in modo semplice ed economico.  Sebbene il sito di Brookwood fosse molto distante da Londra, Broun e Sprye sostenevano che la velocità della ferrovia lo avrebbe reso più rapido ed economico da raggiungere rispetto ai sette cimiteri esistenti, che richiedevano tutti un lento e costoso carro funebre trainato da cavalli per trasportare il corpo e i partecipanti al lutto dai vari punti di Londra.
Il 30 giugno 1852 i promotori del progetto ottennero il consenso parlamentare per procedere e fu costituita la London Necropolis and National Mausoleum Company (LNC). L'ex Woking Common, di proprietà del conte di Onslow a Brookwood, fu scelto come sito per il nuovo cimitero. Per impedire alla LSWR di sfruttare il suo monopolio sull'accesso al cimitero, l'atto del Parlamento che autorizzava il progetto (London Necropolis and National Mausoleum Act 1852, 15 e 16 Vict. c. cxlix) vincolava la LSWR a trasportare cadaveri e persone al cimitero in perpetuo e stabiliva una tariffa massima che poteva essere riscossa sul traffico funebre, ma non specificava i dettagli su come avrebbero dovuto funzionare i treni funebri.
Il 7 novembre 1854 il nuovo cimitero fu aperto e la sezione anglicana meridionale fu consacrata da Charles Sumner, vescovo di Winchester.

## Prima stazione (1854–1902)
Sir Richard Broun aveva suggerito un sito per il capolinea di Londra nei pressi di Waterloo. La sua vicinanza al fiume Tamigi faceva sì che i corpi potessero essere trasportati a basso costo per via d'acqua fino al capolinea da gran parte di Londra, mentre la vicinanza ai tre principali ponti sul Tamigi rendeva la zona facilmente accessibile sia da nord che da sud del fiume tramite strada. Gli archi dell'enorme viadotto in mattoni che conduceva la LSWR alla stazione di Waterloo Bridge furono facilmente trasformati in obitori. Broun riteneva inoltre che il viaggio da Londra a Waterloo Bridge sarebbe stato meno angosciante per i partecipanti al lutto: mentre la maggior parte delle tratte ferroviarie in uscita da Londra attraversava tunnel e trincee profonde, o aree densamente popolate, a quel tempo lo sviluppo urbano di quella che oggi è la zona meridionale di Londra non aveva ancora avuto luogo e la tratta LSWR attraversava quasi interamente parchi e campagne. La LNC contemplò anche l'idea di rilevare l'ex capolinea della LSWR alla stazione ferroviaria di Nine Elms (che dopo l'apertura nel 1848 della stazione di Waterloo Bridge, molto più comoda, veniva utilizzata solo per il traffico merci, per treni charter che trasportavano migranti in Nord America, e treni privati della famiglia reale) come capolinea principale o secondario. Nonostante le obiezioni dei residenti locali preoccupati per gli effetti di un numero potenzialmente elevato di cadaveri immagazzinati in un'area prevalentemente residenziale, nel marzo 1854 la LNC si stabilì su un unico capolinea a Waterloo e acquistò un appezzamento di terreno tra Westminster Bridge Road e York Street (ora Leake Street) per il sito.
L'architetto William Tite e l'ingegnere William Cubitt elaborarono un progetto per una stazione, che fu approvato nel giugno 1854. La stazione fu completata nell'ottobre 1854, con un costo di costruzione totale di 23.231 sterline (circa 2.75 milioni di sterline in termini di potere d'acquisto del 2024). Il 13 novembre il primo treno della London Necropolis Railway lasciò la nuova stazione per il cimitero, ed ebbe luogo la prima sepoltura (quella dei gemelli nati morti di un certo signor e signora Hore di Ewer Street, Southwark Borough).
Il progetto di Tite e Cubitt si basava su un edificio principale a tre piani, separato dal viadotto principale della LSWR da una strada di accesso privata sotto le linee ferroviarie gemelle della LNC. La strada di accesso privata era destinata a consentire ai partecipanti al funerale di arrivare e andarsene con discrezione, e ad evitare che i carri funebri si fermassero sulla strada pubblica. Il piano terra conteneva un imponente ingresso e una scalinata per i partecipanti ai funerali di prima e seconda classe, un ingresso più piccolo e una scalinata per coloro che partecipavano alle classi inferiori di funerali, e due obitori che occupavano la maggior parte del piano. Una grande stanza adiacente all'obitorio conteneva una riserva di circa 300 bare. La maggior parte dei partecipanti al funerale avrebbe commissionato le proprie bare o utilizzato quelle acquistate dal defunto durante la sua vita, ma, spiegò un funzionario della LNC nel 1898, la riserva di bare veniva tenuta in modo che "se un ospite dovesse morire in un albergo e il proprietario desiderasse mantenere la cosa segreta, venissimo avvisati e nel cuore della notte venissimo a prendere il cadavere e lo portassimo via in uno dei nostri soprabiti di legno già pronti". Il primo piano ospitava la sala riunioni dell'LNC, i laboratori funerari dell'LNC, una serie di sale d'attesa separate per coloro che partecipavano ai funerali di seconda e terza classe e i servizi igienici principali dell'edificio. Il secondo piano, a livello della linea ferroviaria LSWR, ospitava la rimessa dei treni che copriva le due linee ferroviarie private e l'unica piattaforma in cui si fermavano i treni, otto o nove sale d'attesa per i passeggeri in lutto di prima classe e ulteriori servizi igienici per il loro uso. Un ascensore a vapore trasportava le bare dai piani inferiori al livello della piattaforma. Un tetto di vetro era stato posizionato in modo che nessuna ombra fosse proiettata sul carro funebre in attesa sulla piattaforma all'orario previsto per la partenza dei treni, e il muro occidentale era senza finestre per evitare che i passeggeri che utilizzavano la stazione LSWR potessero vedere nella stazione Necropolis. Pannelli di vetro inseriti tra le due linee ferroviarie consentivano alla luce solare di raggiungere la strada di accesso privata sottostante. A differenza della maggior parte delle stazioni ferroviarie dell'epoca, i progetti delle sale d'attesa di prima, seconda e terza classe erano in gran parte identici, con solo differenze superficiali.
Sebbene il capolinea originale non avesse una propria cappella, in alcune occasioni i partecipanti al funerale non potevano o non volevano intraprendere il viaggio per recarsi a Brookwood, ma per motivi personali o religiosi non potevano celebrare il funerale in una chiesa di Londra. In queste occasioni una delle sale d'attesa veniva utilizzata come cappella funebre improvvisata. Uno dei funerali più notevoli che si tennero al capolinea fu quello di Friedrich Engels, padre con Karl Marx del comunismo moderno, morto a Londra il 5 agosto 1895. Engels aveva espresso il desiderio di essere cremato e che le sue ceneri fossero sparse in mare, ma non c'era nessun crematorio vicino a Londra. La LNC aveva un accordo con il Woking Crematorium, in base al quale le stazioni ferroviarie e i treni della Necropolis potevano essere utilizzati dai partecipanti alle cremazioni a Woking. Per il funerale di Engels, il 10 agosto 1895, circa 150 persone parteciparono alla funzione mattutina in una sala d'attesa del capolinea della LNC. Sebbene la cremazione fosse prevista per le 13:15 le formalità per il certificato di morte ritardarono la partenza e il treno speciale non arrivò alla stazione nord del cimitero (la stazione al servizio della parte del cimitero riservata ai non anglicani) prima delle 16:00. La maggior parte degli intervenuti rimase alla stazione nord del cimitero e solo 12 persone accompagnarono la bara a Woking; poiché il servizio funebre si era già tenuto a Londra, all'arrivo a Woking il corpo di Engels fu trasferito direttamente dal carro funebre alla fornace. Le ceneri di Engels furono recuperate e trasferite in un luogo anonimo del cimitero, 17 giorni dopo rimosse e sparse da Beachy Head (nell'East Sussex). La figlia di Karl Marx, Eleanor, morì nel 1898 e fu anch'essa cremata a Woking dopo una cerimonia funebre al capolinea londinese della LNC (probabilmente nella stessa sala in cui si era tenuta la cerimonia funebre di Engels tre anni prima) e trasportata alla stazione nord dalla Necropolis Railway. Il crematorio di Woking, utilizzato per la prima volta per la cremazione umana nel 1885, collaborò strettamente con l'LNC, poiché sperava di impedire che l'LNC costruisse un proprio crematorio a Brookwood. L'LNC non costruì mai il proprio crematorio, sebbene un colombario (edificio per la conservazione delle ceneri della cremazione) fu aggiunto al cimitero di Brookwood nel 1910.
Per funerali estremamente frequentati come quelli di importanti personaggi pubblici, la LSWR forniva treni aggiuntivi da Waterloo alla stazione di Brookwood tramite la linea principale. Charles Bradlaugh, membro del Parlamento per Northampton, fu un fervente sostenitore dell'autogoverno indiano e una figura popolare tra la comunità indiana di Londra, molti dei quali parteciparono al suo funerale il 3 febbraio 1891. Oltre 5.000 persone in lutto, tra cui il ventunenne Gandhi, vennero trasportate su tre lunghi treni speciali della LSWR, uno dei quali era lungo 17 carrozze.
Nel 1874, quando la stazione di Waterloo Bridge divenne estremamente trafficata, la LSWR tentò di rilevare una delle due linee ferroviarie della LNC. Un accordo del 1875 tra la LSWR e la LNC consentì alla LSWR di rilevare il binario più occidentale (quello non servito dalla piattaforma), in cambio di migliori condizioni di locazione del terreno attualmente affittato dalla LNC dalla LSWR, e che la LSWR assumesse la manutenzione della struttura a supporto delle linee della LNC. Nel 1876 e nel 1877 il tetto e il muro occidentale della rimessa dei treni della LNC furono demoliti e sostituiti con una pensilina a sbalzo sopra l'unica piattaforma; la piattaforma fu estesa per compensare la perdita della seconda linea.

### Proposta di espansione di Waterloo
Nel 1889 la stazione di Waterloo (rinominata stazione di Waterloo Bridge nel 1886) fu dotata di nuovi segnali, che richiedevano un portale che attraversasse tutte le linee nella stazione. In cambio del rivestimento a cura dell'LSWR dell'ingresso dell'LNC su Westminster Bridge Road con mattoni smaltati bianchi, l'LNC diede il consenso affinché il montante che sosteneva il portale poggiasse sulla propria piattaforma, riservandosi il diritto di chiedere che il portale venisse rimosso. In quel periodo la LSWR affittò anche un piccolo appezzamento di terreno a ovest dell'ingresso di Westminster Bridge Road per fungere da sito per i nuovi uffici della LNC, progettati da Cyril Bazett Tubbs.
Poiché il sito della stazione Necropolis era stato scelto intenzionalmente in prossimità degli archi del viadotto della LSWR, costituiva un ostacolo a qualsiasi incremento del numero di linee che servivano la stazione di Waterloo. La crescita urbana nell'area di quella che oggi è la zona sud-occidentale di Londra, attraversata dai treni provenienti da Waterloo, causò una congestione alla stazione, solo in parte alleviata dall'acquisizione, nel 1877, del binario occidentale della LNC da parte della LSWR. Negli anni 1890 la situazione divenne insostenibile e la LSWR iniziò a studiare la possibilità di riposizionare la stazione LNC per consentire l'ampliamento del capolinea della linea principale.
Nel 1896 la LSWR presentò formalmente una proposta per fornire alla LNC una nuova stazione in cambio di quella esistente. La LNC accettò le proposte, ma a una serie di condizioni. La LSWR avrebbe dovuto consentire alla LNC il controllo della progettazione della nuova stazione, affittare la nuova stazione alla LNC per un affitto simbolico a tempo indeterminato, fornire nuovo materiale rotabile, rimuovere qualsiasi limite al numero di passeggeri che utilizzavano il servizio Necropolis e fornire il trasporto gratuito di macchinari e attrezzature da utilizzare nel cimitero. La LNC aveva una posizione negoziale estremamente forte poiché il loro sito esistente era cruciale per qualsiasi espansione della stazione di Waterloo, e in più avevano il diritto legale di chiedere la rimozione del montante che sosteneva il portale di segnalazione di Waterloo. Sebbene la LSWR fosse estremamente scontenta di quelle che considerava richieste eccessive, non ebbe altra scelta che conformarsi. Nel maggio 1899 le compagnie firmarono un accordo in base al quale la LSWR acconsentì a tutte le richieste della LNC. Inoltre, la LSWR pagò un risarcimento di £ 12.000 (circa £ 1.71 milioni in termini di potere d'acquisto del 2024) per il disturbo di dover trasferire la stazione e gli uffici della LNC, e concesse che i partecipanti al funerale che tornavano dal cimitero avrebbero potuto viaggiare su qualsiasi treno LSWR per Waterloo, Vauxhall o Clapham Junction.

## Seconda stazione (1902–1941)
Il sito per il capolinea sostitutivo fu identificato nel 1896 e acquistato dalla LSWR nel 1899 per £ 5.500 (circa £ 622.000 in termini di potere d'acquisto del 2024). A sud della stazione esistente e sul lato opposto di Westminster Bridge Road, il suo ingresso principale era al 121 Westminster Bridge Road. Il sito aveva più o meno una forma a S: l'ingresso da Westminster Bridge Road conduceva a una striscia di terreno perpendicolare all'ingresso e che correva dietro gli edifici esistenti su Westminster Bridge Road. Ciò a sua volta ha portato a designare la posizione per le due nuove linee ferroviarie, ad angolo retto rispetto alla striscia centrale (cioè parallele all'ingresso). I lavori per la nuova stazione iniziarono nell'estate del 1900, e furono completati l'8 febbraio 1902 a un costo totale di £ 43.494 (circa £ 5.96 milioni in termini di potere d'acquisto del 2024) escluso il costo del terreno.
Mentre la costruzione era in corso, il capolinea originale rimase in uso, sebbene alla LSWR fossero stati concessi i diritti di passaggio attraverso la stazione. Il 23 febbraio J.W. Pringle del Board of Trade ispezionò il nuovo edificio ed espresse preoccupazione riguardo alla sicurezza dei treni in entrata nella stazione dalla linea principale, il che comportava l'attraversamento dei molteplici binari della LSWR. Era inoltre scontento degli ascensori per passeggeri appena installati e della natura incompiuta del capolinea passeggeri, ma nonostante ciò approvò l'uso limitato della nuova stazione per i treni funebri. Subito dopo il trasferimento dei servizi LNC al nuovo edificio, il viadotto LSWR fu allargato per servire una stazione Waterloo notevolmente ampliata, distruggendo ogni traccia del capolinea LNC originale.
Il nuovo edificio, progettato anch'esso da Cyril Bazett Tubbs, fu concepito per essere attraente e moderno, in contrasto con la tradizionale cupa decorazione associata all'industria funebre. Al numero 188 di Westminster Bridge Road sorse uno stretto edificio di quattro piani. Il piano terra era occupato da un grande arco che conduceva a una sala d'attesa, un ufficio per le informazioni generali e il lungo vialetto che conduceva alla stazione stessa; sopra questo c'erano gli uffici e le sale riunioni della LNC.
I partecipanti alla cerimonia di prima classe entravano dal vialetto d'accesso sotto l'edificio degli uffici, che svoltava bruscamente a sinistra per passare sotto una tettoia di vetro parallela a Westminster Bridge Road; questo tratto era rivestito di mattoni bianchi smaltati e fiancheggiato da palme e alberi di alloro. Il vialetto d'accesso passava davanti agli obitori e ai magazzini fino agli ascensori e alle scale per le piattaforme, e anche all'ingresso secondario. Sopra le camere mortuarie e i magazzini si trovavano le officine della LNC. Ascensori e un'elaborata scala in ferro battuto conducevano dai due piani inferiori al livello della piattaforma al secondo piano. Questo livello superiore ospitava una sontuosa camera ardente rivestita di pannelli di quercia, destinata ai dolenti che non potevano recarsi a Brookwood per rendere omaggio al defunto. Un breve e largo percorso d'accesso conduceva alla banchina di prima classe, fiancheggiata da sale d'attesa e da una biglietteria; la banchina di prima classe era dotata di cinque sale d'attesa separate per tenere divisi i partecipanti ai diversi funerali.
Uno schermo di vetro separava la banchina e l'area di circolazione della prima classe dalla banchina e dall'area di circolazione dei passeggeri di terza classe. La sezione di terza classe era accessibile dall'ingresso secondario in Newnham Terrace, ed era arredata in modo più scarno e non dotata di ascensori. Dall'ingresso secondario una scala conduceva ad una sala d'attesa comune al primo piano e alla piattaforma di terza classe al secondo piano, molto più corta della piattaforma di prima classe.
In alcune occasioni era ancora possibile trasportare grandi gruppi. Il funerale dell'uomo d'affari indiano Sir Nowroji Saklatwala, il 25 luglio 1938, vide 155 persone viaggiare in prima classe su un treno LNC dedicato.

## Operazioni

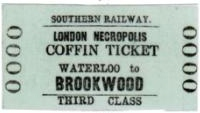
Biglietto di terza classe per bara, emesso tra aprile e settembre 1925.

La LNC offriva tre classi di funerali:
- Un funerale di prima classe consentiva agli acquirenti di scegliere un luogo per la tomba in qualsiasi punto del cimitero. La LNC faceva pagare un extra per le sepolture in alcuni siti particolari.[54] Al momento dell'apertura i prezzi partivano da 2 sterline e 10 scellini (circa 296 £ del 2024) per uno spazio-base di 9 per 4 piedi (2,7 m × 1,2 m) senza specifiche particolari per la bara.[54] La LNC si aspettava che coloro che acquistavano tombe di prima classe avrebbero eretto un monumento commemorativo permanente di qualche tipo a tempo debito, dopo il funerale.
- I funerali di seconda classe costavano una sterlina e consentivano un certo controllo sul luogo di sepoltura.[55] Il diritto di erigere un monumento permanente costava 10 scellini in più; se non veniva eretto un monumento permanente, la LNC si riservava il diritto di riutilizzare la tomba in futuro.[54]
- I funerali di terza classe erano riservati ai funerali dei poveri, che venivano sepolti a spese della parrocchia nella sezione del cimitero ad essa designata. Sebbene alla LNC fosse proibito inumare in fosse comuni (a parte la sepoltura dei parenti più prossimi nella stessa tomba), e quindi anche la classe più bassa di funerali garantiva una tomba separata per il defunto, ai funerali di terza classe non era concesso il diritto di erigere un monumento permanente sul sito.[55] Le famiglie di coloro che erano sepolti potevano pagare in seguito per aggiornare una tomba di terza classe a una di classe superiore se in seguito avessero voluto erigere un monumento, ma questa pratica era rara.[56] Nonostante ciò, le tombe dei poveri di Brookwood garantivano più dignità al defunto rispetto agli altri cimiteri dell'epoca, tutti i quali, a parte Brookwood, continuavano con la pratica delle fosse comuni per i poveri[57].

Per i funerali di terza classe pagati dalla parrocchia, sarebbero stati forniti due biglietti di terza classe a spese della parrocchia (un biglietto in caso di morte di un bambino). Inoltre, i partecipanti ai funerali di terza classe erano obbligati a pagare di tasca propria i biglietti per Brookwood.
All'arrivo al capolinea, i partecipanti al funerale venivano condotti in una delle sale d'attesa di prima classe dedicate (per i funerali di prima e seconda classe) o nella sala d'attesa comune di terza classe. La bara sarebbe stata scaricata discretamente dal carro funebre e inviata al livello della piattaforma tramite ascensore. A coloro che partecipavano ai funerali di prima e seconda classe era consentito di assistere al caricamento delle bare sul treno se lo desideravano. Ogni porta del treno in attesa sarebbe stata etichettata con il nome del defunto, per garantire che tutti i passeggeri viaggiassero con il gruppo corretto; i nomi dei defunti trasportati sul treno sarebbero stati chiamati a turno e i partecipanti al funerale di quella persona sarebbero saliti sul treno.
Al momento dell'inaugurazione del servizio, i treni della LNC erano divisi sia per classe che per religione, con sezioni separate del treno dedicate agli anglicani e ai nonconformisti. Questa distinzione valeva sia per i passeggeri vivi che per i defunti. Pensate per impedire che persone di diversa estrazione sociale si mescolassero e potessero potenzialmente angosciare i partecipanti al lutto, e per evitare che corpi di persone di diverse classi sociali venissero trasportati nello stesso scompartimento piuttosto che per fornire servizi diversi, le carrozze destinate a tutte le classi e religioni erano molto simili nel design e la differenza principale era la diversa decorazione sulle porte degli scompartimenti.
Alle 11.35 (11.20 la domenica) il treno partiva da Londra per Brookwood, arrivando a Necropolis Junction (dove la linea secondaria per il cimitero lasciava la linea principale LSWR) alle 12.25 (12.20 la domenica).
Il treno viaggiava solo se c'era una bara o passeggeri al capolinea di Londra in attesa di utilizzarlo, e sia il viaggio da Londra a Brookwood che il successivo ritorno venivano cancellati se nessuno doveva partire da Londra quella mattina. La corsa non partiva se c'era solo una bara di terza o seconda classe da trasportare, e in questi casi la bara e il corteo funebre sarebbero stati trattenuti fino al servizio successivo. In genere i treni andavano direttamente da Londra al cimitero, salvo fermate occasionali per fare rifornimento di acqua. Tra il 1890 e il 1910 i treni si fermavano a volte anche a Vauxhall e Clapham Junction per i partecipanti al lutto del sud-ovest di Londra che non volevano passare per il capolinea di Waterloo, ma queste fermate intermedie furono interrotte e mai ripristinate. Dopo il 1º ottobre 1900 i treni della domenica furono sospesi e dal 1902 il servizio regolare giornaliero fu interrotto e i treni circolavano solo quando necessario.

## Distruzione
Durante la seconda guerra mondiale la stazione di Waterloo e i vicini ponti sul Tamigi furono un obiettivo significativo per i bombardamenti dell'Asse, e ci furono diversi incidenti sfiorati sulla stazione di Necropolis durante il Blitz di Londra del 1940-41. Sebbene ci fossero diverse interruzioni al servizio ferroviario di Necropolis a causa di azioni nemiche altrove sulla linea, la stazione di Necropolis non fu danneggiata durante le prime fasi della campagna di bombardamenti e i servizi generalmente continuarono normalmente.
Nella notte tra il 16 e il 17 aprile 1941, in uno degli ultimi grandi raid aerei su Londra, le bombe caddero ripetutamente sulla zona di Waterloo e la fortuna dell'LNC nell'evitare danni alle proprie strutture finì definitivamente. Nelle prime fasi del raid aereo il materiale rotabile immagazzinato sul binario morto di Necropolis fu incendiato e l'arco ferroviario che collegava la linea principale al capolinea fu danneggiato, sebbene l'edificio del terminal rimanesse illeso.
Successivamente, verso le 22.30, diversi ordigni incendiari e bombe ad alto potenziale esplosivo colpirono la sezione centrale del terminal. Mentre l'edificio degli uffici e le piattaforme sopravvissero, le officine, il vialetto d'accesso e la camera ardente furono distrutti, insieme alla sala d'attesa di terza classe. L'ingegnere divisionale della Southern Railway (SR, che aveva assorbito la LSWR nella ristrutturazione delle ferrovie britanniche del 1923) ispezionò i danni alle 14.00 del 17 aprile, e il suo rapporto recitava semplicemente "[Stazione di] Necropolis ed edifici demoliti".
L'11 maggio 1941 la stazione venne dichiarata ufficialmente chiusa. L'ultimo funerale effettuato sulla London Necropolis Railway fu quello del Chelsea Pensioner Edward Irish (1868–1941), sepolto l'11 aprile 1941. La SR offrì alla LNC l'uso temporaneo della piattaforma 11 o 12 della stazione di Waterloo per consentire la continuazione del servizio, ma rifiutò di consentire alla LNC di continuare a vendere biglietti economici ai visitatori che viaggiavano da e per le stazioni del cimitero oltre che alle persone coinvolte in un funerale, il che significava che coloro che visitavano il cimitero avevano poche ragioni per scegliere i treni irregolari e poco frequenti della LNC rispetto ai servizi rapidi e frequenti della SR per la stazione ferroviaria di Brookwood.

## Chiusura
Nel settembre 1945, dopo la fine delle ostilità, i direttori della LNC si riunirono per valutare se ricostruire il capolinea e riaprire la London Necropolis Railway. Sebbene la linea principale da Waterloo a Brookwood fosse rimasta in uso durante la guerra e fosse in buone condizioni, la linea secondaria da Brookwood al cimitero era rimasta quasi inutilizzata dopo la distruzione del capolinea di Londra. Poiché il terreno del cimitero causava il deterioramento della diramazione anche quando veniva utilizzata e regolarmente sottoposta a manutenzione, la linea di diramazione era in condizioni estremamente precarie.
Sebbene i promotori originali avessero previsto che il cimitero di Brookwood sarebbe diventato il cimitero principale o l'unico di Londra, il progetto non è mai stato così popolare come speravano. Nella proposta originale, Sir Richard Broun aveva calcolato che nel corso del suo primo secolo di attività il cimitero avrebbe visto circa cinque milioni di sepolture a un ritmo di 50.000 all'anno, la maggior parte delle quali avrebbe utilizzato la ferrovia. In realtà, quando l'ultimo treno passò, l'11 aprile 1941, quasi 87 anni dopo l'apertura, nel cimitero erano state sepolte solo 203.041 persone. Prima dello scoppio delle ostilità, l'aumento dell'uso del trasporto motorizzato su strada aveva danneggiato la redditività della ferrovia sia per la LNC che per la SR. Di fronte ai costi di ricostruzione della linea secondaria del cimitero, di costruzione di un nuovo capolinea a Londra e di sostituzione del materiale rotabile danneggiato o distrutto nel raid aereo, i direttori conclusero che «l'esperienza passata e le attuali mutate condizioni rendevano obsoleto il funzionamento del treno privato Necropolis». A metà del 1946 la LNC informò formalmente la SR che il capolinea di Westminster Bridge Road non sarebbe stato riaperto.
La decisione diede avvio a complicate negoziazioni con la SR sul futuro delle strutture LNC a Londra. Nel dicembre 1946 i dirigenti delle due società giunsero finalmente ad un accordo. Le parti del sito LNC relative alla ferrovia (le sale d'attesa, l'appartamento del custode e le banchine stesse) sarebbero passate sotto la proprietà diretta della SR, mentre le restanti parti del sito sopravvissute (il blocco degli uffici su Westminster Bridge Road, il vialetto e la parte centrale in rovina del sito) sarebbero passate alla LNC per essere utilizzate come lo ritenesse opportuno. La LNC vendette il sito alla British Humane Association nel maggio 1947 per £ 21.000, e gli uffici della LNC furono trasferiti all'ufficio del sovrintendente a Brookwood. La SR continuò ad utilizzare le sezioni superstiti del binario come occasionali binari di raccordo fino agli anni cinquanta, prima di spianare il sito.
Poiché la maggior parte delle attività della LNC venivano ora svolte su strada, un accordo del 13 maggio 1946 consentì alla LNC di utilizzare i servizi SR da Waterloo alla stazione di Brookwood per i funerali, a condizione che, qualora il servizio fosse stato troppo ampiamente utilizzato, la SR (British Railways dopo il 1948) si riservasse il diritto di limitare il numero di gruppi funebri su un dato treno. Sebbene uno dei carri funebri dell'LNC fosse sopravvissuto al bombardamento, è improbabile che sia mai stato utilizzato e le bare venivano trasportate nel vano bagagli delle carrozze dell'SR. Le bare venivano spedite a Brookwood prima del corteo funebre e trasportate su strada in uno degli obitori delle stazioni del cimitero in disuso, oppure viaggiavano sullo stesso treno SR del corteo funebre fino a Brookwood e venivano trasportate dalla stazione di Brookwood al luogo di sepoltura o alla cappella per via stradale.

### Il sito oggi
Il sito del primo capolinea fu sgomberato durante l'ampliamento del viadotto verso Waterloo all'inizio del XX secolo, e di esso non rimane traccia. La maggior parte del sito della seconda stazione fu venduto dalla LNC e interessato a nuove edificazioni di uffici negli anni successivi alla fine della seconda guerra mondiale, ma l'edificio su Westminster Bridge Road, sopra l'ex ingresso del vialetto della stazione, rimane relativamente inalterato esternamente, sebbene le parole "London Necropolis" scolpite nella pietra sopra il vialetto siano state coperte. I lavori di ristrutturazione e pulitura degli anni ottanta hanno restituito alla facciata dell'edificio un aspetto simile a quello dell'epoca della costruzione. A parte le colonne di ferro di Newnham Terrace che un tempo sostenevano i binari della Necropolis Railway, e una sezione superstite del vialetto interno utilizzata come parcheggio, l'edificio di Westminster Bridge Road è l'unica parte superstite della London Necropolis Railway a Londra.